# Omagari
Ōmagari (大曲市; -shi) é uma cidade japonesa localizada na província de Akita, na região de Tohoku.
Em 2003, a cidade tinha uma população estimada em 39 048 habitantes e uma densidade populacional de 372,99 h/km². Tem uma área total de 104,69 km².
Recebeu o estatuto de cidade a 3 de Maio de 1954.